# 鲁德拉·高拉夫·什雷斯特
鲁德拉·高拉夫·什雷斯特（1973年3月1日—），简称R·高拉夫·什雷斯特，印度外交官，現任印度駐伊朗大使，曾任印度駐莫桑比克高級專員等職務。

## 经历
鲁德拉·高拉夫·什雷斯特生於1973年3月1日。他拥有德里经济学院的硕士学位。
什雷斯特曾在印度驻法国、毛里求斯、阿富汗、新加坡和不丹的印度外交使团任职。在新德里的印度外交部，他曾负责人员管理与政策规划事务，并曾担任外交秘书办公室主任。
2016年4月至2019年1月，任印度驻莫桑比克高级专员。后被外派到新德里印度总理办公室，为期三年。
2023年3月22日，被任命为下一任印度驻伊朗大使。5月13日，出任印度驻伊朗大使。